# 백낙천 (언론인)
백낙천(白樂千, 1947년 ~ 2009년 ) 대한민국의 언론인이다.  

## 학력
- 전주고등학교
- 성균관대학교 영문학과 학사
- 1999년 성균관대학교 언론 정보 대학원 석사

## 경력
1972년 중앙 일보사에 입사하여 언론인으로 첫발을 내딛었으며, 1975년~1980년 동양 방송 보도국 사회부 기자를 거쳐, 한국 방송 공사 정책 기획실에서 근무하였다. 1984년 미국 미시간 대학교에서 저널리즘을 공부한 후, 서울 방송 국제 부장을 거쳐, 1991년~1995년 워싱턴 특파원, 1995년 한라 그룹 위성 방송 추진팀 이사, 1996년 세풍 방송 사업단 대표를 역임하였다. 1997년~2005년 전주 방송 사장으로 재임하면서 지역 방송 발전에 힘썼다. 2002년 제3대 성균 언론인 동문회 회장으로 선임되었고, 2005년 전주 방송 고문과 경인 열린 방송 컨소시엄 대표, 원광 대학교 사회 과학 대학 정치 행정 언론학부 초빙 교수를 역임하였다. 2009년에 사망

## 수상
- 방송위원회 대상과 백상 예술 대상